# 紅臉地犀鳥
紅臉地犀鳥（學名：Bucorvus leadbeateri）是地犀鳥科地犀鳥屬下的鳥類。牠們分佈於東部及南部非洲上超過700萬平方公里的較潮溼草原及林地內。:488紅臉地犀鳥多以地面上的動物為食，包括節肢動物、青蛙、爬蟲類、囓齒動物和小型脊椎動物等。:489
牠們體型巨大，是犀鳥目內最重的物種，與地犀鳥並列為最大物種之一。:488全身羽毛通黑，僅臉跟脖子上有相當明顯的紅色裸露皮膚（雌性會帶有部分藍紫色），且在飛行時可見其白色的初級飛羽，是非洲草原上少數有警戒色的鳥類之一。牠們通常以群體形式行動，並會合作狩獵跟合作哺育幼鳥。:489紅臉地犀鳥的繁殖季通常落在9—12月間，其巢穴位於大樹的洞穴或岩壁狹縫中。:489每窩通常有2枚蛋，孵化期約為37—43天。:489但實際上牠們平均9—10年內只會哺育一隻幼鳥。:483
紅臉地犀鳥在當地人民的觀念中有著許多身份，牠們被一部分人視為是死亡與破壞的不幸象徵；也被其他文化視為是能夠遠離閃電與旱災的守護者；因其定期的低沉轟鳴聲，也會被視為是報時者。但因其過於漫長的繁殖時間及棲地減少和人為活動的影響，牠們的數量正不斷下降。因此被《國際自然保護聯盟瀕危物種紅色名錄》列為易危物種。

## 物種發現與分類
尼古拉斯·艾爾沃德·維格於1825年時首次描述該物種，標本由動物標本師及鳥類學家本傑明·利德比特從布什曼斯河下游捕獲並提供給維格，命名为Buceros leadbeateri並歸類在角犀鳥屬下。該模式標本因故失蹤，該名稱無法使用，並更多以B. cafer此一學名稱呼紅臉地犀鳥。後來有可信的證據表明該失蹤的標本實際上是指此物種的雌性，因此現B. cafer成為了此物種的異名。:4881830年，勒內-普里梅韋勒·萊松建立地犀鳥屬並將兩種地犀鳥重新歸類至此，形成現在的學名。
屬名Bucorvus為合成詞，由卡爾·林奈建立的角犀鳥屬Buceros以及拉丁文corvus（意思是烏鴉）組成。:80種小名leadbeateri是利德比特的姓氏Leadbeater改寫而成。:220目前為單型種，沒有亞種分化。

## 形態描述

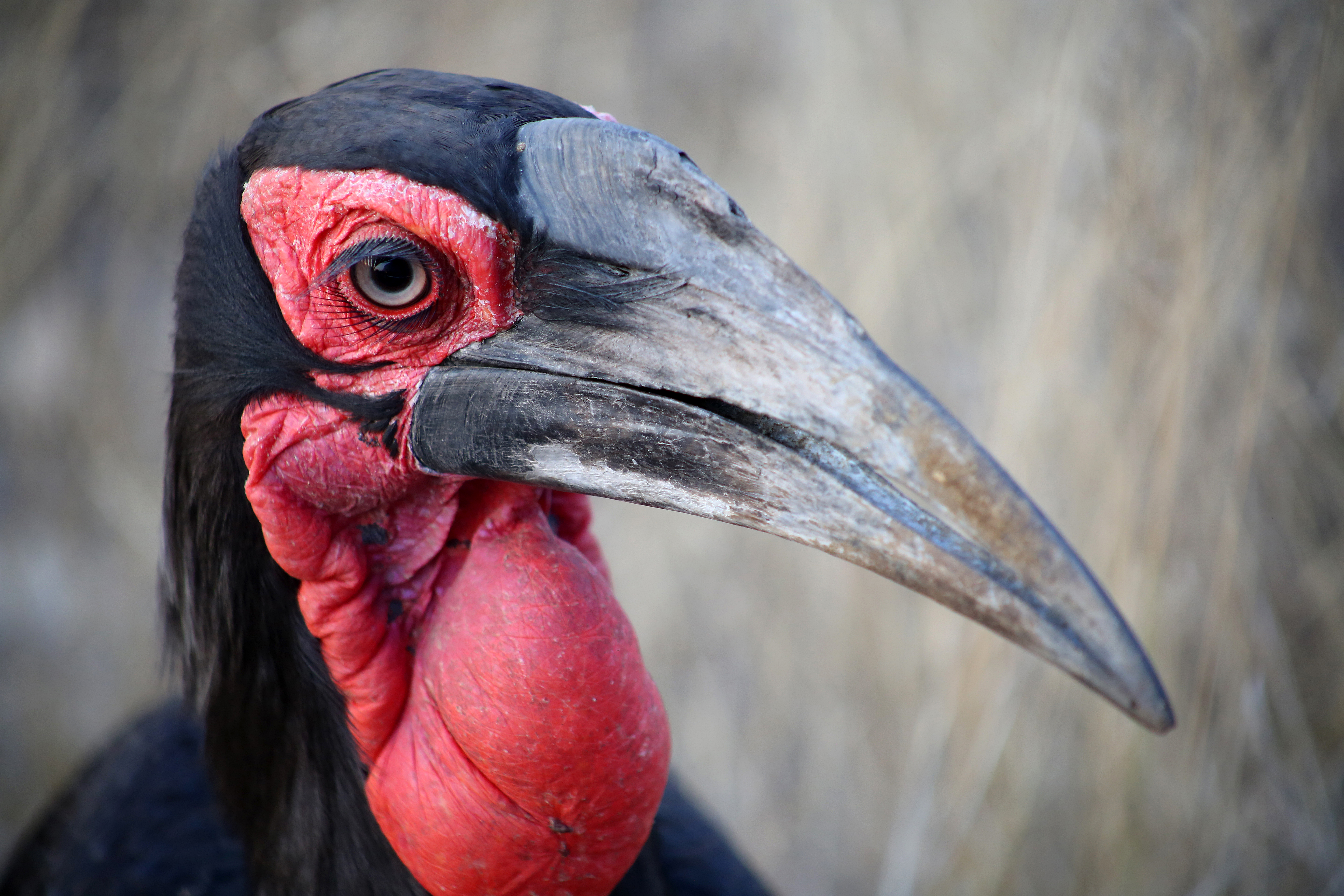
雄性頭部特寫

體長90—100公分；雄鳥體重3459—6180公克，雌鳥體重2230—4580公克，是最大型的犀鳥目物種。:488其喙寬30.5公釐、深51.8公釐；跗骨14.1公分；翼長53.5公分；尾長32.0公分。其壽命相當長，估計約為50—60年之間，平均壽命約為28年。
眼周和頸部有稍微膨脹的亮紅色裸露皮膚；眼睛呈淡黃色；嘴黑色，基部帶有較小的脊狀隆起；全身主要呈黑色，外形類似大型的黑色火雞。飛行時可見其折疊於翅膀內的白色初級飛羽。:446是非洲草原上少數具有警戒色（黑色、白色和紅色）的鳥類之一。腳跟腿上有明顯增厚的長跗骨以及短而健壯的腳趾，紅臉地犀鳥會以腳趾的末節接觸地面的方式行走。:446

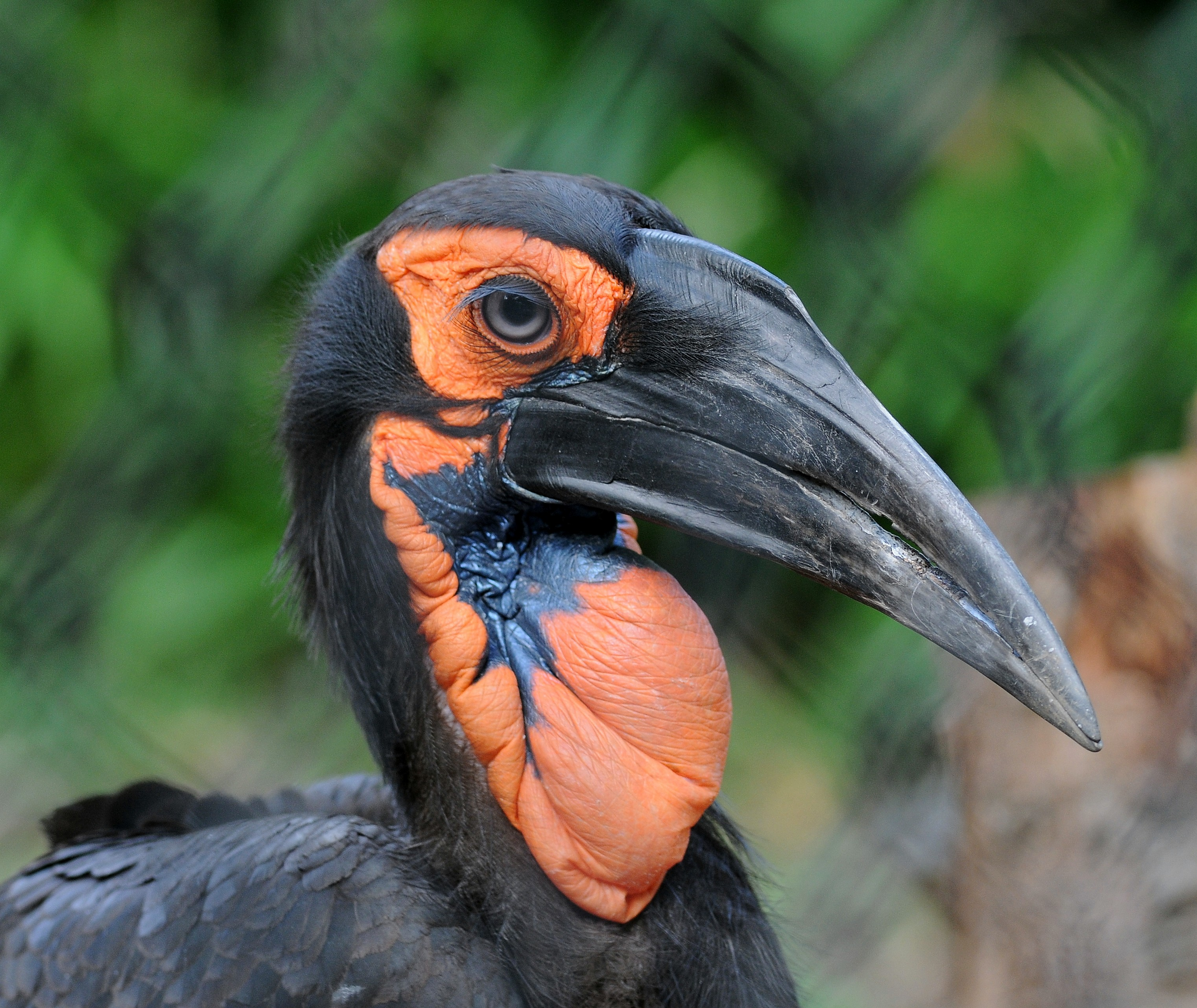
雌性頭部特寫

雌雄外觀相似，但雌鳥比雄鳥體型小一些，且雌鳥喉嚨上的裸露皮膚有一小片紫藍色斑塊，且喙上角質結構也較窄。而雄性的紅色喉囊可充氣，並用於製造聲音或展示地位。:443,488
與成鳥相比，幼鳥的羽毛偏棕褐色，嘴巴灰色且較小，臉部的裸露皮膚較暗並略帶黃色，白色的初級飛羽和覆羽上具有黑色斑紋。:469剛孵化的雛鳥全身是光滑的粉紅色皮膚且不帶羽毛，眼睛緊閉。在一周後皮膚轉為紫黑色；在14天時開眼；在三周大時就會開始長出羽毛並進入幼鳥階段。

## 棲息地與分佈
牠們分佈於南非東開普省到肯亞之間的地區，包含盧安達、剛果民主共和國東南部、安哥拉、納米比亞北部、波札那北部和東部、坦尚尼亞北部到東察沃國家公園、奈洛比國家公園、埃爾貢山和肯亞南部的卡彭古里亞。在歷史上，紅臉地犀鳥曾分佈於整個東非及南非整片的連續地帶，並包含烏干達、盧旺達、布隆迪、剛果民主共和國和安哥拉，但現已不存。
環境上，牠們棲息於熱帶草原林地和開闊的大草原中，也經常出現在林地及草地的過渡帶上。:488但牠們並不居住於樹木更多的森林環境中。與地犀鳥相比，牠們會居住在更為潮濕的環境中。:488

## 習性

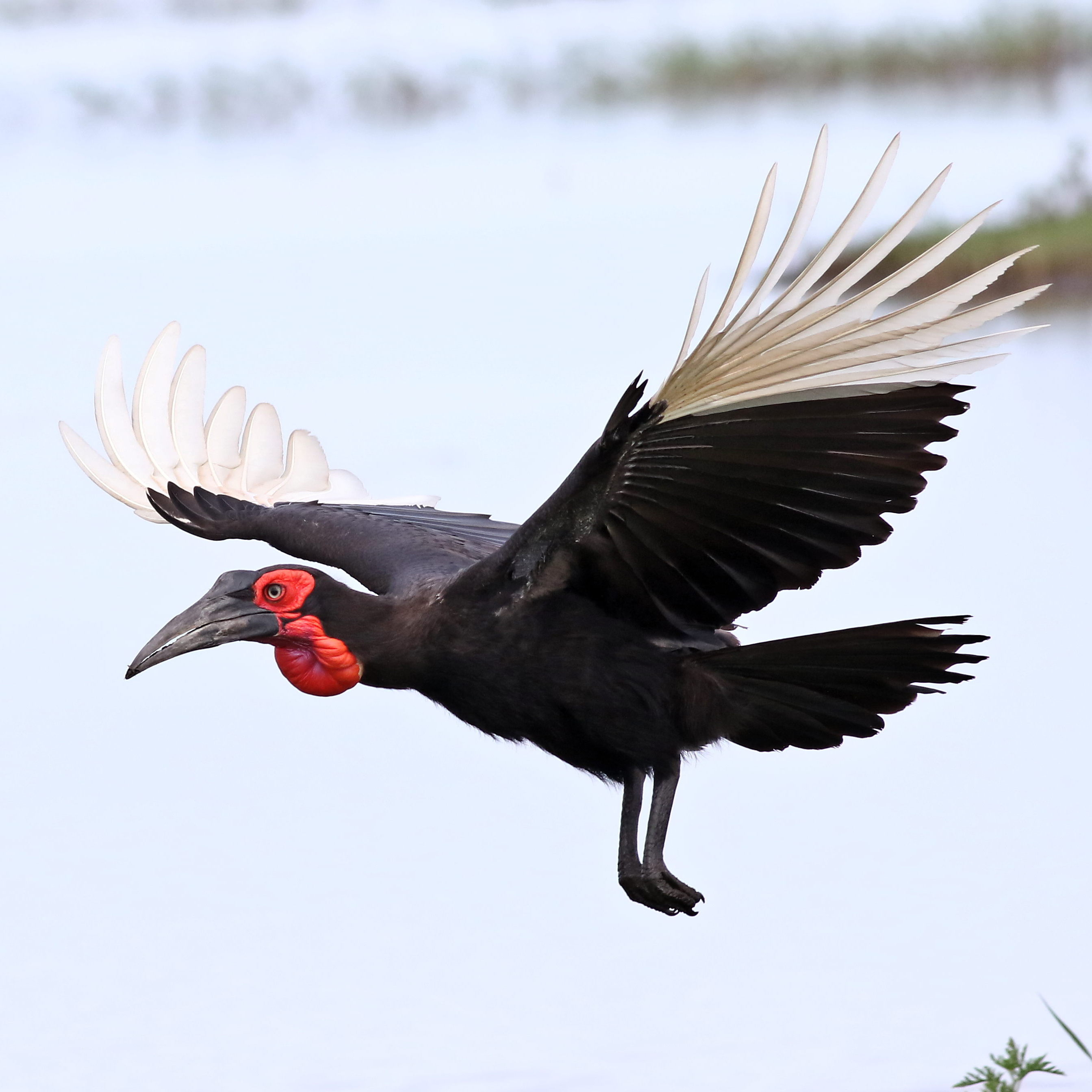
正在飛行的紅臉地犀鳥，注意其白色的初級飛羽

紅臉地犀鳥是團體合作的鳥類，通常成對或以2—8隻的小群體出現（平均3.5隻），若以多於兩隻的群體出現，則通常是由兩隻優勢配對的個體領導以其子代為主的群體，這些子代在成熟後仍可能跟父母一起生活並為其他的幼鳥提供食物。:455, 489牠們會合作繁殖並共同防衛領地，領域大小通常約100—250平方公里之間，這種相當大的領域導致其分佈稀疏。:455, 489但也有較為極端的例外，在辛巴威北部的紅臉地犀鳥群體領域可能僅2—4平方公里之間。目前觀察到最大的組成紀錄是在1978年，共有24隻鳥組成同個群體，但無法確定這些鳥是否皆為其後代。
牠們幾乎不遷徙，僅在繁殖期後可能會出現以雌性個體為主的擴散。:489雖然紅臉地犀鳥的體重較重，但牠們仍是飛行能手，能夠在高空追趕入侵牠們領域的敵人，並習慣飛到樹上棲息。如果受驚起飛，牠們通常飛行一小段距離就在樹上停棲。
紅臉地犀鳥無論長幼都經常玩耍打鬧，牠們經常抓住彼此的鳥喙互相摔跤、用喙亂扔東西；在地面跟空中追逐對方，不斷地從高處跳到同伴的背上並拽著牠的腿，或者追著如珠雞的其他鳥類玩，並也會互相理毛。

### 食性

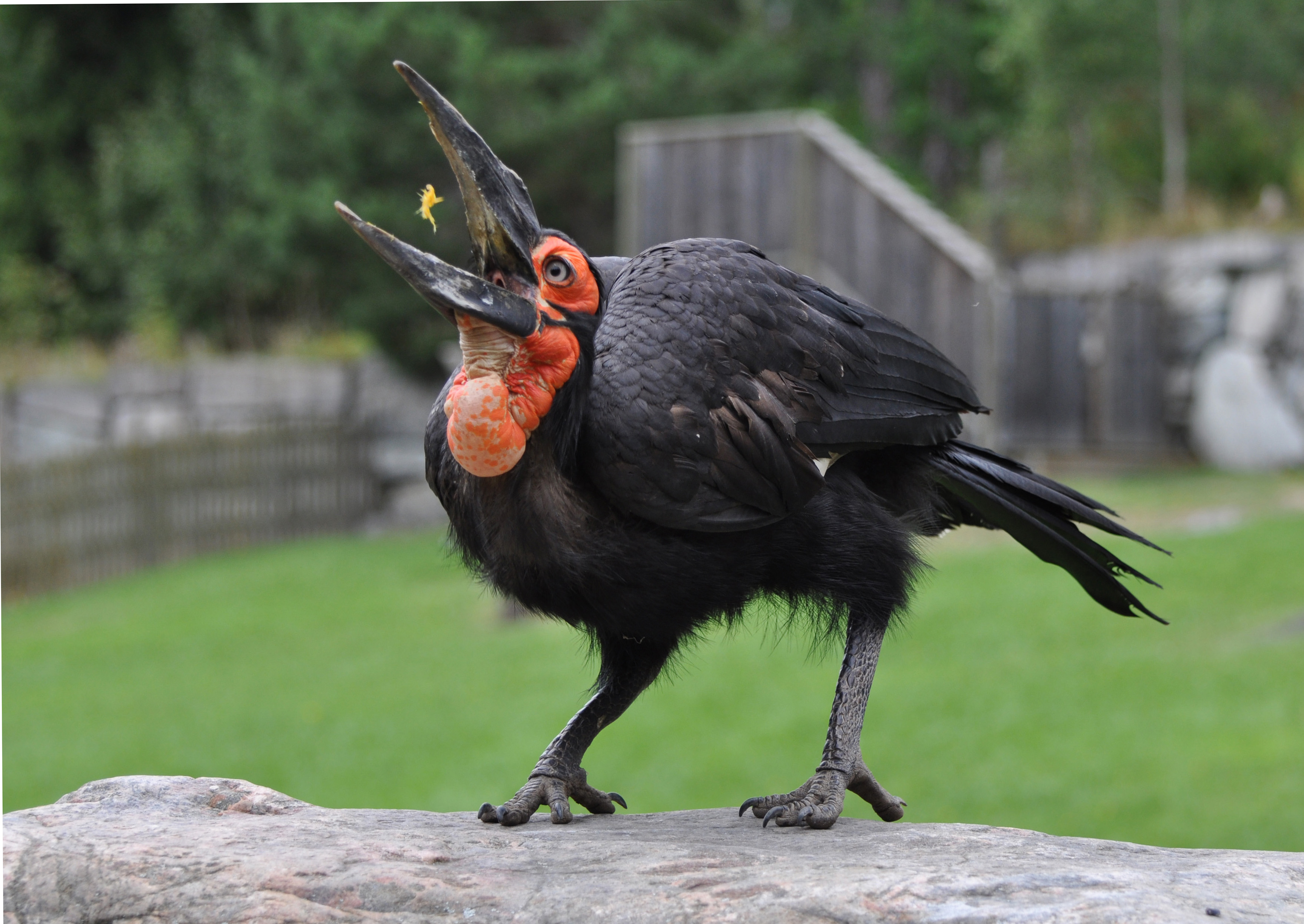
覓食瞬間的紅臉地犀鳥

紅臉地犀鳥是肉食性的，並多以節肢動物為食。:437牠們會捕食蚱蜢、甲蟲、蠍子、白蟻、青蛙；爬行動物如蛇、蜥蜴或龜；小型哺乳動物如老鼠、野兔、松鼠；並也食用腐肉，如斑馬的屍體等。:468, 469, 489不過牠們有時也會食用水果和種子等植食。:489
牠們多以群體合作覓食，例如在捕食蛇類時圍著這些蛇使其無法逃脫。:468, 489在捕獲較大的獵物時也會一同捕獵並分食。:489並在面對體型較大的獵物時會直接將鳥喙用作鋤頭敲擊獵物至死以避免獵物的抵抗。:468

### 繁殖
紅臉地犀鳥主要在9—12月間產卵，通常對應於雨季到來的時間。:489但在辛巴威有記錄過一些在8月或1月時的繁殖紀錄。牠們的繁殖週期非常漫長，平均每9—10年內可能只有一隻幼鳥，甚至記錄到有一個群體二十年內完全都沒有幼鳥的情況過。:483
牠們的巢穴通常位於大樹樹洞、岩石洞穴或岩壁凹槽處，在辛巴威的一次調查中發現有67%的巢穴位於花崗岩縫中。:483在少數情況下，牠們也會使用另一物種遺棄的巢或自行挖掘巢穴，是犀鳥目下唯一被記錄到會自行挖掘巢穴的物種，並可能會被重複利用。:483建築巢穴時，雄鳥會將草及枯葉放到巢中作為護墊並負責提供食物，而雌鳥會承擔幾乎所有的孵卵工作。:483較特殊的是，其巢穴入口不同於其他犀鳥，並不會被封閉起來，雌鳥可以自由進出，讓其遭遇威脅時可以快速脫逃；且其巢穴相當地不衛生，鳥糞通常會被留在巢中而不清理。:483一般來說，雌鳥除了理毛跟進食外很少會離開巢穴，群體的其他成員會負責提供食物給該雌鳥，平均每天被餵食八次。

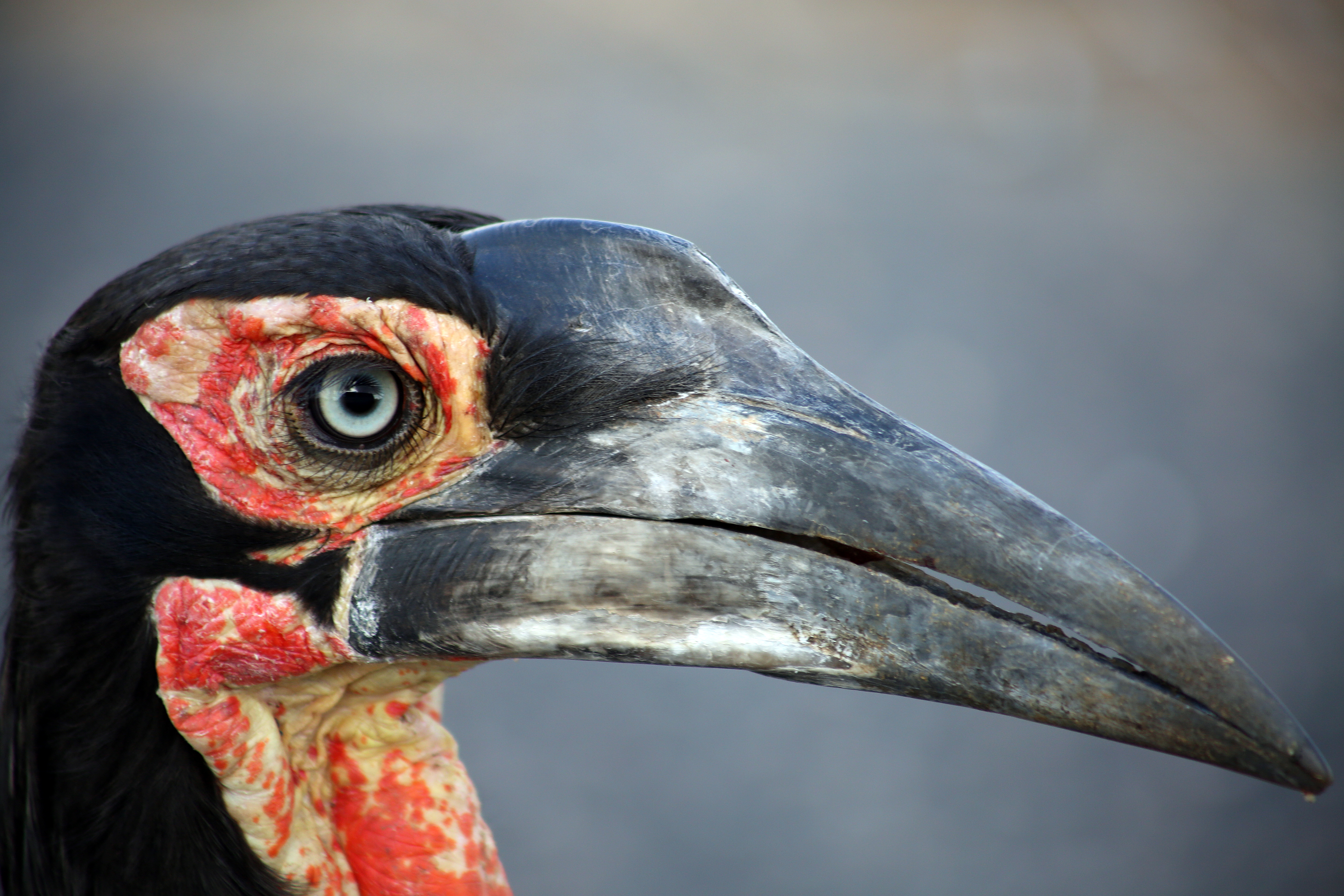
亞成鳥的頭部特寫

牠們每次會產下1—3顆（平均兩顆）白色而粗糙的蛋，長67.3—77公釐、寬46.9—55.7公釐，並在37—43天後孵化，雛鳥出生時並不帶任何羽毛，只會有光滑的粉紅色皮膚。:489這些蛋孵化的時間並不同步，通常較晚孵化的手足會因食物不足而在一周到一個月內死亡，最後僅有一隻會留下來。:483雛鳥期約82—86天之間，期間由群體的成員們每天餵食4—9次。:489雛鳥期結束後會離巢並進入幼鳥期，幼鳥會待在群體內約兩年時間。:483在此之後，雌性幼鳥傾向於早早脫離自己的出生群體，在其他地方尋找配偶；而雄性幼鳥則較常待在出生的群體內作為哺育優勢配對的幫手協助照顧幼鳥。:483幼鳥在4—6年後達到性成熟，但通常10歲時才會首次繁殖。:488

### 叫聲
紅臉地犀鳥的叫聲是深沉而有節奏的嗡嗡聲「oom、oom、ooo-ooom」，有時會是用於警戒的咕噥聲「uh-uh-uh」，或者單獨的「ugh」聲。在一對一時的呼叫時，雙方會有稍微不同的音高，形成二重唱的情況。
牠們在黎明前和白天時會定期發出其深沉的叫聲，用以維護牠們的領域。:455這些低沉的聲音有時會被誤認為是獅子的沉吟聲，在良好的環境條件下最遠能被5公里外的人們聽到。:455

## 威脅
因其性成熟時間相當長及相當低落的繁殖率（平均9年繁殖一次，並多在10歲後才首次繁殖），紅臉地犀鳥已從其歷史分布的大部分地區消失。牠們對廣大領地的需求也導致就算是在其原生地保護區內仍分佈稀疏。
人類活動對牠們造成程度不一的威脅，包括棲息地被破壞、直接或間接的毒殺、站在變壓器箱上而被電擊、活體交易、戰爭的地雷以及傳統文化方面的捕獵。牠們甚至會因攻擊玻璃上自己的倒影，導致窗戶被破壞而受到迫害。牠們也可能相對容易感染新城病。
其棲息地因樹木被砍伐作其他利用、農業活動、火災和暴風雨，其棲地正逐漸消失。在南非的棲地正逐漸因人類轉換將其轉換成農地而破碎化，在1993—2008年間，這些適宜的環境減少了約20%的大小。

## 數量與保護狀況
紅臉地犀鳥的數量仍未被準確評估過，但在2021年的預估中可能有124萬隻。這種鳥類因其群體育雛的習性，會受到阿利效應的影響而可能較慢反映出其數量下降的趨勢。在南非東開普省跟川斯瓦省保護區域外的草地地區，其數量被觀察到正急遽地減少，於2007年的估計中僅約有1500—2000個個體。
在南非，當地政府已經進行了一系列保護企劃以回復其數量，包含重新引入、追蹤動態、餵食額外營養、取走其多下的蛋、緩解可能的威脅、製造人造巢穴，並研究農藥的危害。在馬布拉野生動物保護區（Mabula Game Reserve）已有觀察到一隻重新引入的雌鳥成功孵出了一隻雛鳥。
直至2023年5月，兩種地犀鳥仍尚未被列入《瀕臨絕種野生動植物國際貿易公約》中，因此難以追蹤其國際貿易規模情況。但仍被部分國家列入各自的瀕危名單中，包含南非、納米比亞、史瓦帝尼和賴索托。而《國際自然保護聯盟瀕危物種紅色名錄》自2010年起將其狀態由無危改為易危物種。

## 與人類的關係

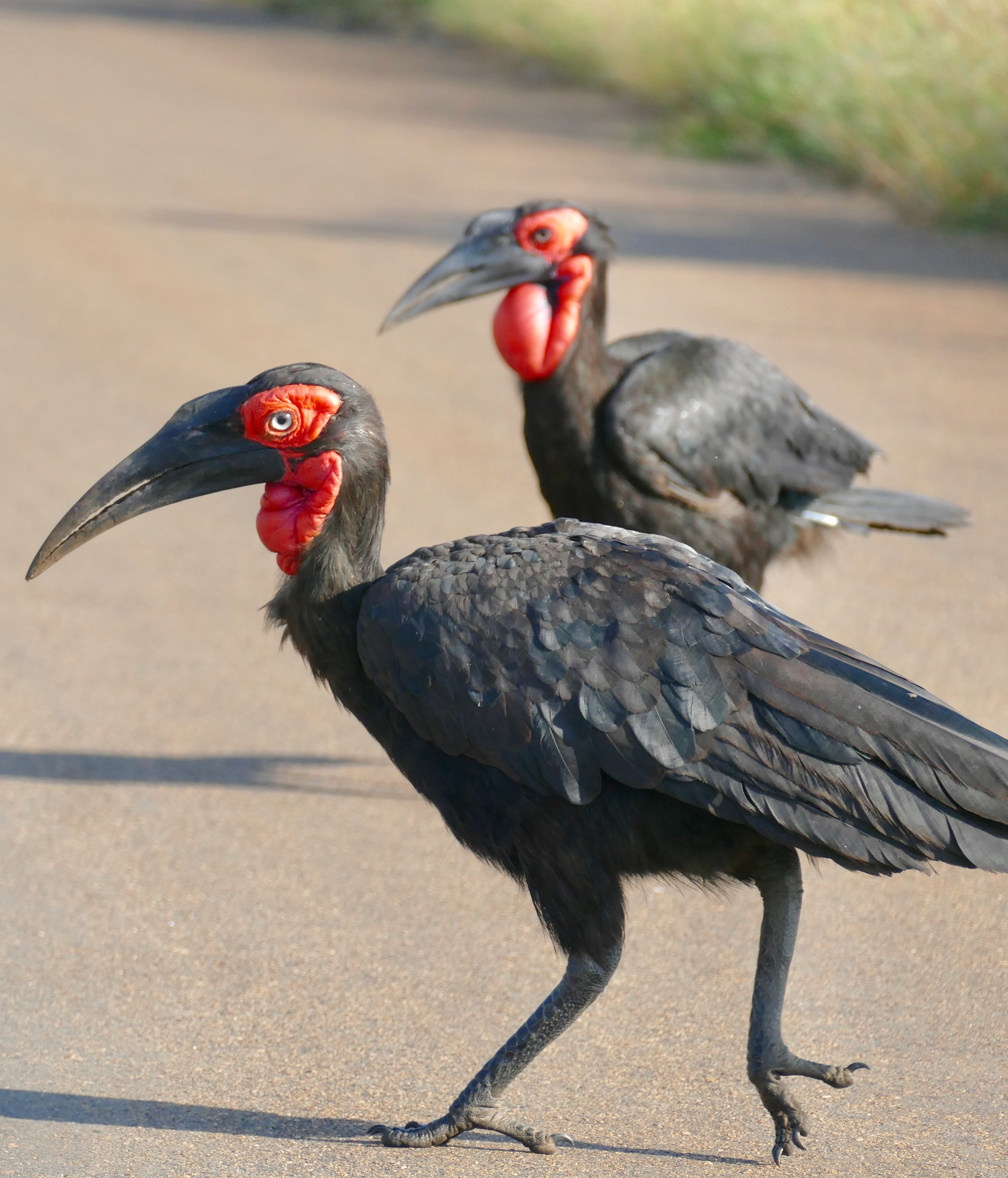
正在穿越馬路

在南非，紅臉地犀鳥同灰頸鷺鴇、猛鵰、凹嘴鸛、橫斑漁鴞與縐臉兀鷲被組成了一組稱為「Big6」類別，牠們是當地的旗艦種，具有觀光業上的經濟潛力。克魯格國家公園的紅臉地犀鳥因受到良好保護，非常溫馴和富好奇心。:443
牠們在許多地區受到部落傳說的保護，如恩德貝萊族。:489但有時候會被傳統迷信認為會帶來乾旱或其他原因而被殺害。:489

### 死亡與破壞的象徵
在肯亞、南非、辛巴威和馬拉威，紅臉地犀鳥對當地人民來說大多是預示著死亡或將有財產損失的可能。他們相信若在野外或村莊附近以奇數隻遇見這些地犀鳥，則可能是更加不幸的預兆。而在蒲隆地、坦尚尼亞、尚比亞、莫三比克和肯亞的部分地區文化禁止追趕、捕獵或撿起牠們的羽毛，因為他們認為紅臉地犀鳥是一種邪惡和帶來死亡的鳥類，並會因此會帶來不幸。在這種認知下，紅臉地犀鳥因此受到了數量上的保護。例如在科薩人的文化中，牠們被認為是巫毉派來傳達死亡訊息的使者因此被尊重。若不小心殺害了地犀鳥，則需要犧牲一頭小牛用以贖罪。

### 保護者
在許多非洲文化中，閃電和乾旱通常被視為是巫術或者祖先的懲罰。而其中的部分文化認為紅臉地犀鳥具有對抗邪惡精靈、閃電和乾旱的保護力量，能夠保護個人財產免受雷擊或能帶來雨水拯救乾旱的災害。他們會進行與紅臉地犀鳥有關的唱歌及跳舞儀式，並把鳥綁在河床或懸崖的樹枝上祈雨；或者捕獵牠們並將其羽毛或身體組織塗抹在建築上以求獲得牠們的保護。而當雨水降下之後，就會將其尊敬的收回。相信這套說法的部落多發生在南非或莫三比克。例如在馬拉威，其羽毛就被用於傳統服飾上。

### 時間的指標
因為紅臉地犀鳥定時鳴啼的習性，也被認為是定時或者季節轉換的象徵。在日夜為單位的輪替下，牠們的鳴叫在坦尚尼亞南部被用來宣告工作日的開始和結束。而在季節轉換為單位的情況中，南非的部落文化（如科薩人）則以其聲音作為雨季到來的訊號；肯亞及莫三比克的部落中則認為其鳴叫是旱季之始；馬拉威的人民則將其聲音作為開始播種耕作的時機點。而在尚比亞，紅臉地犀鳥的存在則與雨季相關。

## 外部連結
- 维基共享资源上的相關多媒體資源：紅臉地犀鳥
- 維基物種上的相關：紅臉地犀鳥
- Xeno-canto上的紅臉地犀鳥聲音紀錄 （页面存档备份，存于）